# 卢凌
卢凌（1954年—），安徽阜阳人，汉族，中华人民共和国政治人物、第十二届全国人民代表大会安徽地区代表。
毕业于菲律宾所罗门大学英语教育专业，加入九三学社。担任阜阳师范学院外国语学院副院长。2008年起担任全国人大代表。2013年，被选为全国人大代表。